# Центральна вулиця (Жмеринка)
Вулиця Центральна — одна із вулиць Жмеринки, яка простягається від вулиці Пушкіна до Нижньої Базарна.

## Історія
Одна із перших вулиць які розбудовували на початку ХХ століття двоповерховою забудовою стала вулиця Графська. У 1921 р., після приходу радянської влади більшість вулиць міста були перейменовані, в тому числі і Графська, яка отримала назву на честь Жовтневої революції (рос.: ул. Октябрьской революции). Вона, як і паралельні їй вулиці, стала головною вулицею після розширення меж міста. Це була одна із найнаселеніших вулиць міста. З часом вона ставала не лише житловим і культурним, а й торговим центром Жмеринки. В 1969 р. на вулиці розмістився перший в області широкоформатний кінотеатр. В 90-х рр. одні із найкрасивіших будинків вулиці були знесені і на їх заміну проклали алею площі Миру.

## Будівля
- 5 — «Приват Банк», Статистика
- 4 — Міськвиконком
- 9 — Відділ держкомзему у Жмеринського району
- 7 — Районне управління, Рай.центр (обслуговування пенсіонерів та одиноких), Казначейство.
- 6 — районний центр соціальних служб для молоді, концертний хол «Ермітаж», супермаркет "Е Маркет"
- 8 — супермаркет «Грош-експрес», на 3-му поверсі магазин "ТехноЯрмарок"
- 1 — «Правекс Банк»
- 28 — Районна санепідемстанція, Станція Швидкої допомоги
- 1 — фірма із землевпорядкування «ГРАНД-ХХІ», центр обслуговування абонементів Київстара